# Roland Pöntinen
Roland Peter Pöntinen, född 4 maj 1963 i Danderyds församling, Stockholms län, är en svensk pianist och tonsättare. 

## Biografi
Pöntinen har studerat pianospel för Gunnar Hallhagen. Han debuterade 1981 med Kungliga filharmonikerna och har sedan dess uppträtt med de flesta av de stora symfoniorkestrarna i Europa, USA, Korea, Sydamerika, Australien och Nya Zeeland. Han har samarbetat med dirigenter som Myung-Whun Chung, Rafael Frühbeck de Burgos, Neeme Järvi, Paavo Järvi, Esa-Pekka Salonen, Jukka-Pekka Saraste, Leif Segerstam, Jevgenij Svetlanov, Franz Welser-Möst och David Zinman.
Pöntinen har gjort mer än 90 grammofoninspelningar på olika bolag.
Han är i viss mån även verksam som tonsättare och har komponerat soloverk, kammarmusik och verk för soloinstrument och orkester som Blue Winter för trombon och stråkorkester (1987) och en konsert för piano och blåsorkester (1994).

## Priser och utmärkelser
- 1983 – Svenska grammofonpriset för Anders Eliasson – Musik för klarinett (tillsammans med Kjell-Inge Stevensson, klarinett, Savinkvartetten och Ola Karlsson, cello)
- 1985 – Fonogrampriset för The Virtuoso Trumpet (tillsammans med Håkan Hardenberger, trumpet)
- 1986 – Fonogrampriset för The Burlesque Trombone (tillsammans med Christian Lindberg, trombon)
- 2001 – Ledamot nr 940 av Kungliga Musikaliska Akademien
- 2002 – Litteris et Artibus
- 2025 - Stockholms stads hederspris